# شركة مزارع السكك الحديدية التونسية

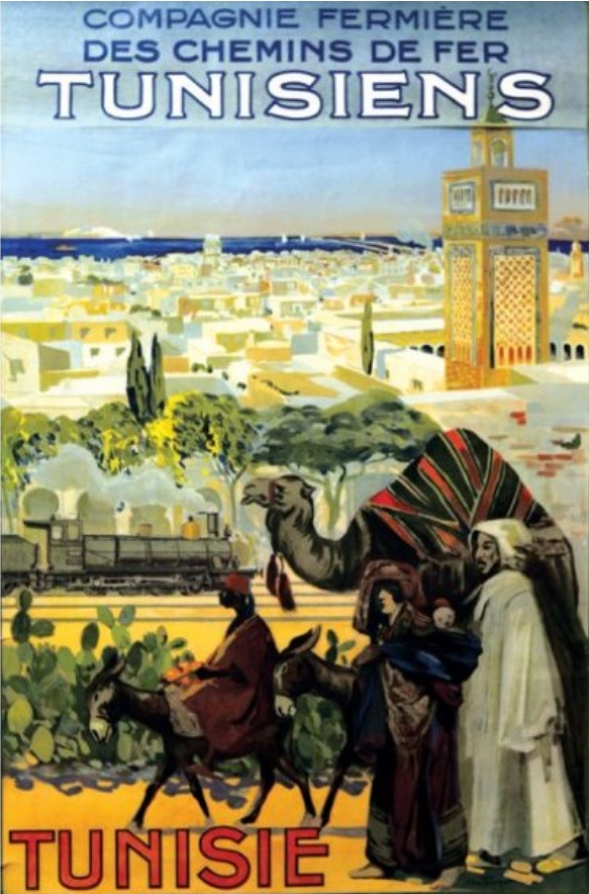

شركة مزارع السكك الحديدية التونسية (بالفرنسية: Compagnie fermière des chemins de fer tunisiens)‏ هي شركة تونسية تأسست في 8 يونيو 1923 لاستغلال الشبكة الحديدية المتأتية من شراء أصول شركة بون-قالمة للسكك الحديدية (فرع قديم لشركة بناء بوتينيول) في تونس. 

في 1957، بعد استقلال تونس بسنة، أصبحت الشركة تحمل اسم الشركة الفرنسية للنقل والمشاركة (بالفرنسية: Compagnie française de transports et participations)‏ ولم تعد تؤمن منذها مهام استغلال الشبكة الحديدية.